# Texaco Cup 1974/75
Der Texaco Cup wurde 1974/75 zum fünften und letzten Mal ausgespielt. Als Sponsor und Namensgeber des Turniers trat die US-amerikanische Mineralölgesellschaft Texaco auf. Das Turnier für Fußball-Vereinsmannschaften aus England und Schottland wurde unter insgesamt 20 Teilnehmern ausgespielt. Davon waren 16 Vereine dem englischen und vier dem schottischen Verband unterstehend. Er begann am 3. August 1974 und endete mit dem Finalrückspiel am 11. Dezember 1974 im St. James’ Park in Newcastle upon Tyne. Im Endspiel trafen die beiden englischen Vereine Newcastle United und der FC Southampton aufeinander. Das Finale gewann Newcastle nach Hin- und Rückspiel mit 3:1 und holte damit nach 1973/74 zum zweiten Mal den Texaco Cup.
Mit dem Rückzug des Sponsors Texaco im Jahr 1975 endete der Wettbewerb. Der Anglo-Scottish Cup wurde zum Nachfolger und war bis 1981 Schauplatz weiterer schottisch-englischer Partien.

## 1. Runde

### Gruppenphase England

#### Gruppe A
Ausgetragen wurden die Begegnungen zwischen dem 3. und 10. August 1974.
| Pl.                                                                    | Verein                 | Sp. | S | U | N | Tore    | Diff. | Punkte |
| ---------------------------------------------------------------------- | ---------------------- | --- | - | - | - | ------- | ----- | ------ |
| 1.                                                                     | Birmingham City 1      | 3   | 1 | 2 | 0 | 004:200 | +2    | 05     |
| 2.                                                                     | West Bromwich Albion 1 | 3   | 1 | 1 | 1 | 006:300 | +3    | 04     |
| 3.                                                                     | Peterborough United    | 3   | 1 | 1 | 1 | 004:400 | ±0    | 03     |
| 4.                                                                     | Norwich City           | 3   | 1 | 0 | 2 | 004:900 | −5    | 02     |
| 1 Bonuspunkt für das Erzielen von drei oder mehr Toren in einem Spiel. |                        |     |   |   |   |         |       |        |

| 1. Spieltag          |     |                      |
| Norwich City         | 2:1 | Peterborough United  |
| West Bromwich Albion | 0:0 | Birmingham City      |
| 2. Spieltag          |     |                      |
| West Bromwich Albion | 5:1 | Norwich City         |
| Peterborough United  | 1:1 | Norwich City         |
| 3. Spieltag          |     |                      |
| Birmingham City      | 3:1 | Norwich City         |
| Peterborough United  | 2:1 | West Bromwich Albion |

#### Gruppe B
Ausgetragen wurden die Begegnungen zwischen dem 3. und 10. August 1974.
| Pl. | Verein          | Sp. | S | U | N | Tore    | Diff. | Punkte |
| --- | --------------- | --- | - | - | - | ------- | ----- | ------ |
| 1.  | FC Southampton  | 3   | 2 | 1 | 0 | 005:200 | +3    | 05     |
| 2.  | Luton Town      | 3   | 1 | 2 | 0 | 005:400 | +1    | 04     |
| 3.  | West Ham United | 3   | 1 | 0 | 2 | 002:400 | −2    | 02     |
| 4.  | FC Orient       | 3   | 0 | 1 | 2 | 003:500 | −2    | 01     |

| 1. Spieltag     |     |                 |
| Luton Town      | 1:1 | FC Southampton  |
| West Ham United | 1:0 | FC Orient       |
| 2. Spieltag     |     |                 |
| FC Southampton  | 2:1 | FC Orient       |
| West Ham United | 1:2 | Luton Town      |
| 3. Spieltag     |     |                 |
| FC Orient       | 2:2 | Luton Town      |
| FC Southampton  | 2:0 | West Ham United |

#### Gruppe C
Ausgetragen wurden die Begegnungen zwischen dem 3. und 10. August 1974.
| Pl.                                                                    | Verein            | Sp. | S | U | N | Tore    | Diff. | Punkte |
| ---------------------------------------------------------------------- | ----------------- | --- | - | - | - | ------- | ----- | ------ |
| 1.                                                                     | Oldham Athletic 1 | 3   | 2 | 0 | 1 | 007:200 | +5    | 05     |
| 2.                                                                     | FC Blackpool      | 3   | 1 | 1 | 1 | 004:300 | +1    | 03     |
| 3.                                                                     | Manchester City   | 3   | 1 | 1 | 1 | 005:600 | −1    | 03     |
| 4.                                                                     | Sheffield United  | 3   | 1 | 0 | 2 | 005:500 | ±0    | 03     |
| 1 Bonuspunkt für das Erzielen von drei oder mehr Toren in einem Spiel. |                   |     |   |   |   |         |       |        |

| 1. Spieltag      |     |                  |
| FC Blackpool     | 1:1 | Manchester City  |
| Oldham Athletic  | 4:0 | Sheffield United |
| 2. Spieltag      |     |                  |
| FC Blackpool     | 1:2 | Oldham Athletic  |
| Sheffield United | 4:2 | Manchester City  |
| 3. Spieltag      |     |                  |
| Manchester City  | 2:1 | Oldham Athletic  |
| Sheffield United | 1:2 | FC Blackpool     |

#### Gruppe D
Ausgetragen wurden die Begegnungen zwischen dem 3. und 10. August 1974.
| Pl.                                                                    | Verein             | Sp. | S | U | N | Tore    | Diff. | Punkte |
| ---------------------------------------------------------------------- | ------------------ | --- | - | - | - | ------- | ----- | ------ |
| 1.                                                                     | Newcastle United 1 | 3   | 1 | 1 | 1 | 007:400 | +3    | 04     |
| 2.                                                                     | Carlisle United    | 3   | 1 | 2 | 0 | 003:200 | +1    | 04     |
| 3.                                                                     | AFC Sunderland     | 3   | 1 | 1 | 1 | 002:200 | ±0    | 03     |
| 4.                                                                     | FC Middlesbrough   | 3   | 1 | 0 | 2 | 001:500 | −4    | 02     |
| 1 Bonuspunkt für das Erzielen von drei oder mehr Toren in einem Spiel. |                    |     |   |   |   |         |       |        |

| 1. Spieltag      |     |                  |
| FC Middlesbrough | 0:1 | Carlisle United  |
| AFC Sunderland   | 2:1 | Newcastle United |
| 2. Spieltag      |     |                  |
| Carlisle United  | 2:2 | Newcastle United |
| AFC Sunderland   | 0:1 | FC Middlesbrough |
| 3. Spieltag      |     |                  |
| Carlisle United  | 0:0 | AFC Sunderland   |
| Newcastle United | 4:0 | FC Middlesbrough |

## Viertelfinale

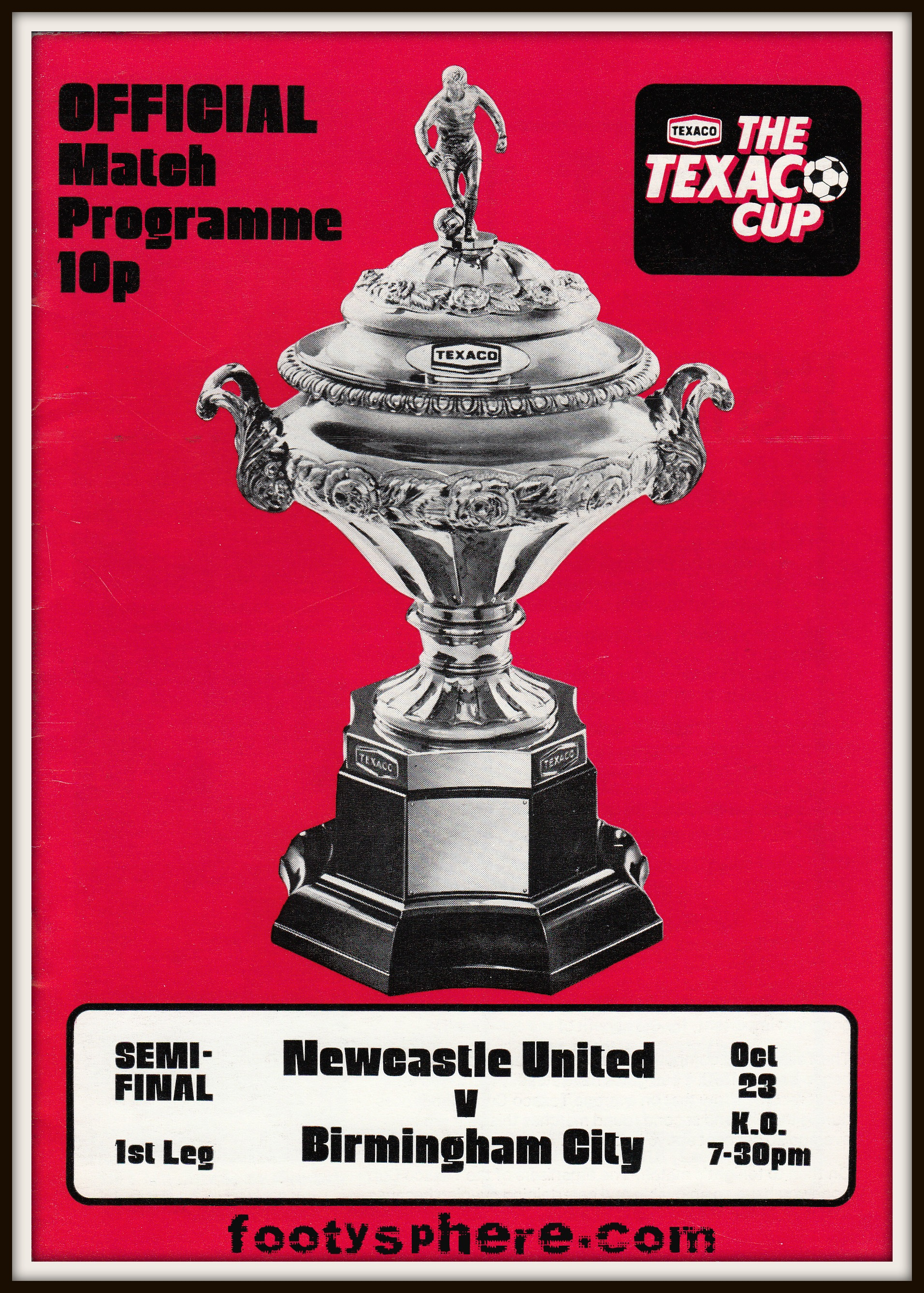
Spielankündigung des Hinspiels im Halbfinale zwischen Newcastle und Birmingham (23. Oktober 1974)

Die Hinspiele fanden am 17. und 18. September 1974, die Rückspiele zwischen dem 30. September und 2. Oktober 1974 statt.
|                 | Gesamt |                     | Hinspiel | Rückspiel |
| --------------- | ------ | ------------------- | -------- | --------- |
| Birmingham City | 3:0    | Ayr United          | 3:0      | 0:0       |
| Oldham Athletic | 2:1    | Heart of Midlothian | 1:0      | 1:1       |
| FC Aberdeen     | 3:4    | Newcastle United    | 1:1      | 2:3       |
| Glasgow Rangers | 1:5    | FC Southampton      | 1:3      | 0:2       |

## Halbfinale
Die Hinspiele fanden am 22. und 23. Oktober 1974, die Rückspiele am 5. und 6. November 1974 statt.
|                  | Gesamt |                 | Hinspiel | Rückspiel |
| ---------------- | ------ | --------------- | -------- | --------- |
| Oldham Athletic  | 2:5    | FC Southampton  | 1:3      | 1:2       |
| Newcastle United | 5:2    | Birmingham City | 1:1      | 4:1       |

## Finale

### Hinspiel
| FC Southampton                              | FC Southampton | Newcastle United | Newcastle United |
| ------------------------------------------- | --- | --- | ---------------- |
| FC Southampton                              | \| 27. November 1974 in Southampton (The Dell) \| \| Ergebnis: 1:0 (0:0) \| \| Zuschauer: 17.100 \|                                                                             | \| 27. November 1974 in Southampton (The Dell) \| \| Ergebnis: 1:0 (0:0) \| \| Zuschauer: 17.100 \|                                                                                   | Newcastle United |
| FC Southampton                              | Ian Turner – Bob McCarthy, Steve Mills, Hugh Fisher, Jim Steele, Mel Blyth, Bobby Stokes, Mick Channon, Paul Gilchrist, David Peach, Gerry O’Brien Cheftrainer: Lawrie McMenemy | Tony Bell – David Craig, Frank Clark, Tommy Cassidy, Glenn Keeley, Pat Howard, Stewart Barrowclough, Alan Kennedy, Malcolm Macdonald, Paul Cannell, Jim Smith Cheftrainer: Joe Harvey | Newcastle United |
| FC Southampton                              | 1:0 Mick Channon (57.) | | Newcastle United |
| 27. November 1974 in Southampton (The Dell) | | |                  |
| Ergebnis: 1:0 (0:0)                         | | |                  |
| Zuschauer: 17.100                           | | |                  |

### Rückspiel
| Newcastle United                                           | Newcastle United | FC Southampton | FC Southampton |
| ---------------------------------------------------------- | --- | --- | -------------- |
| Newcastle United                                           | \| 11. Dezember 1974 in Newcastle upon Tyne (St. James’ Park) \| \| Ergebnis: 3:0 n. V. (1:0, 0:0) \| \| Zuschauer: 26.000 \|                                                                          | \| 11. Dezember 1974 in Newcastle upon Tyne (St. James’ Park) \| \| Ergebnis: 3:0 n. V. (1:0, 0:0) \| \| Zuschauer: 26.000 \|                                                 | FC Southampton |
| Newcastle United                                           | Willie McFaul – Irving Nattrass, Frank Clark, Ray Hudson (??. John Tudor), Dennis Laughton, Pat Howard, Micky Burns, Alan Kennedy, Malcolm Macdonald, Paul Cannell, Alex Bruce Cheftrainer: Joe Harvey | Ian Turner – Bob McCarthy, Steve Mills, Hugh Fisher, Jim Steele, Mel Blyth, Bobby Stokes, Mick Channon, Peter Osgood, David Peach, Gerry O’Brien Cheftrainer: Lawrie McMenemy | FC Southampton |
| Newcastle United                                           | 1:0 John Tudor (73.) 2:0 Alex Bruce (113.) 3:0 Paul Cannell (116.) | | FC Southampton |
| Newcastle United                                           | Jim Steele (99.) | | FC Southampton |
| 11. Dezember 1974 in Newcastle upon Tyne (St. James’ Park) | | |                |
| Ergebnis: 3:0 n. V. (1:0, 0:0)                             | | |                |
| Zuschauer: 26.000                                          | | |                |